# Sesrumner
Sesrumner er Frejas sal i Folkvang i Asgård. "Den mange bænke rummende". 
| Mytologi | Spire Denne artikel om mytologi er en spire som bør udbygges. Du er velkommen til at hjælpe Wikipedia ved at udvide den. |